# Známý vesmír
Známý vesmír je fiktivní prostředí vesmíru, kde se odehrává velká část sci-fi příběhů Larryho Nivena. Název Známý vesmír pochází od lidstva a obsahuje několik hvězd a planet poblíž Země. Známý vesmír má přibližně velikost 60 světelných let a počítá se do něho oblast, která je z větší části osídlena lidmi, či spadá do sféry vlivu lidstva.
Známý vesmír ale není pouze po stránce rozměrové, ale má i svoji vlastní historii, která obsahuje tisíce let od prvního prozkoumávání Solárního systémů až po kolonizaci vzdálenějších planet. Často se zde ale vyskytují i odkazy několik miliónů až miliard let zpátky na starodávné rasy, které tuto část obývaly.

## Popis vesmíru

### Rasy
Na své cestě do vesmíru potkalo lidstvo několik ras, které žili v jeho bezprostředním okolí či pocházeli z odlehlých částí Galaxie.
- Lidstvo
- Kzinti – válečnická rasa kočkovitých šelem, kteří svedli s lidstvem několik válek, ve kterých většinou prohráli. Příběhy jsou převážně v povídkové sérii Války s Kzinty (Man-Kzin Wars), jenž byly sepsány většinou jinými autory.
- Piersonovi Loutkaři – technicky velmi vyspělá rasa, která se snaží nenápadně řídit chod Známého vesmíru pomocí svého ekonomického impéria. Mají tři nohy a dvě hlavy, schopné samostatné činnosti. Jejich celá civilizace utíká z Galaxie se svým domovským systémem před výbuchem Galaktického jádra.
- Outsiders (Nezúčastnění) – nízkoteplotní mimozemšťané, kteří prolétávají pomalu vesmír a prodávají informace (lidstvu prodali informace o nadsvětelném pohonu při první Lidsko-Kzintské válce). Jejich cesty jsou vedeny touhou po sbírání hvězdných semen.
- Pakové – mezihvězdná rasa, ze které se vyvinulo lidstvo jako jeden z podčlánků jejich evoluce. Pocházejí z Galaktického jádra. Jedná se o stavitele Prstence.
- Kdatlyno – druh zotročený Kzinty dokud je lidstvo neosvobodilo.
- Thrintové (též Otrokáři) – dávno vyhynulá rasa ovládající telepatii a sílu vůle, která byla schopna zotročit všechny tehdy známe rasy v Galaxii pomocí ovládnutí mysli
- Grogové – rasa, která se vyvinula degenerací za 2 miliardy let z Thrintů, schopna ovládat silou vůle zvířata
- Tnuctipunové – masožravá rasa podrobená Thrinty, která byla známa svojí technickou vyspělostí převážně v genetickém inženýrství. Měli za následek zničení impéria Thrintů.
- Bandersnatchi – ohromná zvířata vyrobená Tnuctipuny jako potrava pro Thrinty a vyvezená na velkou část světů.
- Marťani – primitivní forma humanoidů, kteří žijí na písku. V současnosti existují pouze na „Mapě Marsu“ na Prstenci

### Planety
Díky původní kolonizaci Galaxie Thrinty, dochází ve Známém vesmíru k situaci, kdy většina objevených planet je schopna být obývána lidstvem. Planety jsou více či méně obyvatelné a většinou je život zde s podobným genetickým kódem, jelikož byl vytvořen Tnuctipuny.
- Down – domovský svět Grogů
- Fanfir – kzintská kolonie převážně pokrytá vodou obsazená lidstvem
- Loutkařská flotila (též Flotila světů) – 5 planet (domovský svět loutkařů plus čtyři další planety vyčleněné pro zemědělské účely) umístěných v Kemplererově růžici a letící podsvětelnou rychlostí pryč z Galaxie
- Home – jedna z nejvzdálenějších kolonií lidstva, která byla poničena během boje s Paky. Planeta byla před invazí původních Paků infikována virem života, který přeměnil větší část populace v lidské Paky, kteří pomohli ubránit lidstvo před záhubou. Pakové po boji vymřeli. Planeta následně znovu osídlena v dalších stoletích. Podobná Zemi a obíhající kolem Epsilon Indi
- Jinx – obíhá hvězdu Sirius, jedná se o masivní měsíc obíhající kolem plynného obra. Gravitace dosahuje extrémních hodnot umožňující život lidí. Jinx je hlavním průmyslovým centrem pro stavbu ve stavu bez tíže.
- Kobold – uměle vytvořený svět Jackem Brennanem, lidským Protektorem, který byl zničen při odletu do boje proti Pakům.
- Mars – čtvrtá planeta našeho solárního systému a první kolonizovaná lidmi. Původní Marťaní vyhlazeni Brennanem pro ochranu kolonistů.
- Plateau – obíhá okolo Tau Ceti, jedná se o planetu podobnou Venuši. Obyvatelný je pouze plochý vrcholek hory Mount Lookitthat, velký asi jako půlka Kalifornie.
- Prstenec – uměle vytvořený svět ve tvaru prstence obepínající hvězdu, obytná plocha je přibližně milionkrát větší než Země.
- Sheathclaws – planeta osídlena lidmi a kzintskými telepaty z lodě Angel's Pencil
- Warhead – je neobyvatelná planeta podobná Marsu, která byla používána jako vojenská základna Kzinty až do doby, než byla zasažena experimentální zbraní, která vyhloubila dlouhý a několik kilometrů hluboký kráter. Do kráteru se následně dostala celá atmosféra, což zničilo slabý ekosystém. Planeta je nyní známá jako Kaňon a osídlena kolonisty na úbočí kráteru.
- We Made It – obíhá kolem hvězdy Procyon. Název dostala po ztroskotání první kolonizační lodě. Gravitace dosahuje 3/5 pozemské. Planeta má podobnou rotační periodu jako Uran, což způsobuje, že na povrchu dosahují větry extrémních hodnot, a lidstvo musí žít v podzemí. Domorodci se nazývají Ztroskotanci a jsou charakterističtí vysokou postavou a vzhledem albínů. Planeta má jeden oceán.
- Wunderland – neobyvatelný svět obíhající kolem Alpha Centauri. Jedná se o první mimosluneční kolonii lidstva ve Známém vesmíru, která dosahuje gravitace 6/10 pozemské. Planeta byla napadena během jedné z Kzintských válek, a její obyvatelstvo zotročeno. Po celou dobu na planetě a v blízkém Pásu asteroidů existovalo povstalecké hnutí. Planeta byla osvobozena lidmi pomocí Hyperdrive Armada.
- Kzin – domovská planeta Kzintů. Obíhá kolem hvězdy 51 Ursae Majoris a má větší gravitaci než Země a také více kyslíku v atmosféře.